# 片岡英和
片岡 英和（かたおか ひでかず、1971年 - ）は、日本の建築家。片岡英和建築研究室主宰。高知市生まれ。

## 略歴
- 1971年 - 高知県高知市に生まれる。
- 1995年 - 大阪工業大学建築学科を卒業。
- 1995年 - 生和建設株式会社（現・生和コーポレーション）に入社。
- 1996年 - 株式会社塚口明洋建築研究室に入社。
- 2006年 - 片岡英和建築研究室を設立。
- 2011年 - 京都の設計事務所グループ、京都2111を結成。
- 2012年 - 大阪産業大学非常勤講師。
- 2014年 - NICHIHA SIDING AWARD／ニチハ賞受賞